# John Kersey
Pour les articles homonymes, voir Kersey.
John Kersey l'Ancien (1616-mai 1677) est un mathématicien anglais.

## Biographie
Fils d'Anthony Carsaye (ou Kersey) et d'Alice Fenimore, il est baptisé à Bodicote, près de Banbury, dans l'Oxfordshire, le 23 novembre 1616. Il vient à Londres, où il vit de son enseignement. Vers 1650, il réside à Charles Street, près de Covent Garden, après quoi on le retrouve dans Chandos Street et St. Martin's Lane. Gagnant une solide réputation comme enseignant de mathématiques, il devient le tuteur des deux fils de Sir Alexander Denton à Hillesden House, dans le Buckinghamshire.  

## Travaux
- Ami de John Collins, il écrivit une algèbre sur ses conseils.
- Il édita l'Arithmétique de son autre ami, Edmund Wingate (en), entre 1650 et 1683.
- Son principal ouvrage, The Elements of Mathematical Art, commonly called Algebra, est en deux volumes, qui datent de 1673 et 1674. Il est dédié à ses deux élèves.